# イイジマルーム
株式会社イイジマルーム（IIJIMAROOM CO.,LTD.）は、東京都港区赤坂にある芸能事務所。設立は1991年。

## 沿革
- 1991年、イイジマルームを設立。
- 2016年3月1日にファイズマン エンターテインメントに吸収合併されて残っていたタレントもそちらに籍を移していたが、2017年1月23日に新たにイイジマルームとして再設立されたことが公表された。

## 所属俳優

### 男性
- 大森博史
- 芹澤名人